# Опсада Севастопоља (1854—1855)
Опсаду Севастопоља (1854—1855) представља највећи окршај руских и савезничких (француско-британско-турских) снага у Кримском рату. Трајала је од 17. октобра 1854. до 9. септембра 1856. године. Руси су више пута покушали да деблокирају тврђаву. Сваки покушај је, међутим, завршен неуспехом те су браниоци принуђени да се повуку и оставе град непријатељу. Обе стране имале су велике губитке. Опсада Севастопоља један је од класичних примера опсаде у историји.

## Увод
Након искрцавања код Јевпаторије (18. септембар 1854), савезничке снаге, око 57.000 људи, одбациле су војску од 34.000 Руса који су им запречили пут ка речици Аљми. Потом су наставиле наступање према Севастопољу. Пошто су се одлучили за напад с јужне стране, савезници од 25. до 27. септембра заузимају положаје и са око 67.000 људи започињу опсаду Севастопоља, минирање неких бастиона и припреме за напад које су завршене 17. октобра.

## Снаге
Дана 17. октобра започело је бомбардовање Севастопоља. Руске снаге (35.000 дана 10. октобра) искористиле су то време за појачавање постојећих и изградњу нових фортификационих објеката тако да су до 5. октобра имали 5 нових батерија дуж северне и јужне обале залива (са старим батеријама укупно 13). На копну с јужне стране постојало је више од 20 батерија са око 340 оруђа, а са северне тврђаве са око 50 оруђа. За заштиту улаза у луку, браниоци су 23. септембра потопили 5 старих линијских бродова и 2 фрегате. Од посада потопљених и других бродова, Руси формирају 7 поморских батаљона, а демонтирана оруђа са бродова употребљавају за ојачавање копненог фронта. Од бродова флоте, 16 је искоришћено за израду преко јужног залива, 3 пароброда и чамци на весла служили су за одржавање саобраћаја у луци, већи број једрењака усидрено је у луци тако да својом артиљеријом пружа подршку деловима на копну. Шест парних фрегата предвиђено је да дејствује по потреби.

## Опсада
Први покушај савезника да 17. октобра 1854. године бомбардовањем неутралишу одбрану Севастопоља (29 линијских и 21 пароброд, укупно 1340 оруђа на мору и 126 на копну), завршен је неуспехом. Због предстојеће зиме, савезници су принуђени да приступе систематској опсади. У нападу је погинуо организатор опсаде, начелник Штаба Црноморске флоте, адмирал Владимир Корнилов. Његово место преузео је Павел Нахимов, али и он касније гине. Руски покушаји деблокаде опседнутог Севастопоља из правца Балаклаве (25. октобар) и Инкермана (5. новембар), завршени су неуспешно. Све до пролећа 1855. године води се позициони рат. Савезници су узастопним нападима проредили браниоце (од 9. априла до 8. септембра 1855. године погинуло је 25.000 бранилаца).

### Пораз Руса
Главнокомандујући руских снага на Криму, генерал Горчаков, безуспешно покушава да 8. августа деблокира Севастопољ. Како би олакшао положај браниоцима, Горчаков 16. августа по други пут напада савезнике на реци Чернаји, али је поново одбијен. Због великих губитака, евакуисао је јужни део тврђаве. Због тога је 8. септембра наредио уништење преосталих утврђења и складишта, потапање флоте, напуштање јужне обале залива и прелазак на северну преко унапред припремљеног моста. Руси су потопили 6 линијских бродова, 4 фрегате и низ мањих пловних јединица. Након преласка Руса на северну обалу, савезници 11. септембра улазе у Севастопољ. Одустали су од даљих активних дејстава.

## Битке током опсаде Севастопоља
- Битка код Аљме (септембар 1854)
- Битка код Балаклаве (октобар 1854)
- Битка код Инкермана (новембар 1854)
- Битка на реци Чернаји (август 1855)
- Битка код Малакофа (септембар 1855)

## Последице
Опсада Севастопоља представља највећи окршај Кримског рата. За 349 дана опсаде, око 150.000 Руса је, упркос тешким губицима (око 102.000 погинулих и рањених), херојски одолевало надмоћнијем непријатељу које су у мају 1855. године на фронту Севастопоља имале 200.000 људи моранара и војника. Париским миром, Севастопољ је 30. марта 1856. године враћен Русији која се обавезала да распусти Црноморску флоту и да не сме градити нова утврђења на црноморским областима.